# Les Schtroumpfs (jeu vidéo, 1994)
Pour les articles homonymes, voir Schtroumpf (homonymie).
Les Schtroumpfs est un jeu vidéo de plates-formes développé par Bit Managers et Infogrames et édité par Infogrames, sorti en 1993 sur Game Boy, en 1994 sur Master System, Game Gear, NES, Mega Drive, Mega-CD, et Super Nintendo, et en 1997 sur PC. Il est basé sur la bande-dessinée du même nom,,. Le jeu a été adapté en 2002 sur Game Boy Advance sous le nom La Revanche des Schtroumpfs.
Ce jeu a connu une suite, Les Schtroumpfs autour du monde, sortie en 1996.

## Synopsis
Le Grand Schtroumpf annonce au village que Gargamel prépare un plan diabolique afin d'enlever tous les schtroumpfs, et qu'il a déjà réussi à s'en emparer de trois. Le Schtroumpf costaud est désigné pour partir à leur recherche.

## Système de jeu
Les Schtroumpfs est un jeu de plates-formes en 2D à scrolling, présentant trois modes de difficulté, dans lequel le joueur traverse les différents niveaux qui doivent être terminés dans un temps limité. Il est sorti en deux versions différentes : une version 8 bits développée par le studio espagnol Bit Managers, sur Game Boy, Master System, Game Gear, et NES et une version 16 bits développée par Infogrames, sur Mega Drive, Mega-CD, Super Nintendo et PC. Bien que portant toutes deux le même nom (Les Schtroumpfs), ces deux versions sont très différentes, de la musique aux défis à relever, en passant par les animations graphiques.

### Version 8 bits
Cette version est composée de 10 niveaux et de trois boss qui, une fois battus, permettent de libérer le Schtroumpf à lunettes, puis le Schtroumpf farceur et enfin la Schtroumpfette. Néanmoins, ces personnages débloqués ne sont pas jouables. Le schtroumpf rencontre des animaux et des pièges variés (chenilles, mouches, corbeaux, hérissons...) et sa vie représentée par quatre cœurs. Il peut venir à bout de la plupart des ennemis rencontrés, en leur sautant dessus, mais certains sont invincibles.
Différents objets, disposés le long de son parcours ou cachés dans des champignons sur lesquels le schtroumpf doit sauter pour les libérer, octroient des bonus : les framboises qui redonnent un point de vie, les poupées Schtroumpf qui accordent une vie supplémentaire et les feuilles de salsepareille qui donnent une vie supplémentaire lorsque le joueur en cumule 25. De plus, chaque niveau contient cinq étoiles qui permettent, si elles sont toutes ramassées, d'accéder à un niveau bonus.

### Version 16 bits
La version 16 bits comporte 15 niveaux et quatre boss permettent de libérer tout d'abord le Schtroumpf farceur, puis le Schtroumpf à lunettes, le Schtroumpf gourmand et pour finir la Schtroumpfette.
Il y a 4 Schtroumpfs jouables : le Schtroumpf costaud qui peut ramper sous les passages étroits, le Schtroumpf farceur qui peut attaquer avec ses cadeaux explosifs ; le Schtroumpf à lunettes qui utilise une lanterne pour éclairer les endroits obscurs et le Schtroumpf gourmand qui peut attaquer avec ses gâteaux. Ce mécanisme de gameplay est imposé par l'histoire: le joueur ne peut pas changer de personnage en cours de partie. Cependant, les capacités de chacun permettent de progresser dans le niveau en cours.
Comme dans la première version du jeu, il est nécessaire d'accumuler 25 feuilles de salsepareille pour obtenir une vie et les étoiles ne donnent accès à un niveau bonus que lorsque le joueur en a cumulé 25. Les poupées et les étoiles sont les seuls objets qui ne réapparaissent pas quand le joueur meurt et ressuscite. De nouveaux ennemis font leur apparition, comme le porc-épic, le papillon, la taupe, la grenouille ou le corbeau. Une carte du monde qui se dévoile en partie à chaque niveau fait également partie des nouveautés.
De nombreux éléments sont repris du dessin animé et de la bande dessinée: par exemple, Le Cracoucass apparaît dans le niveau du barrage et il aide même le Schtroumpf costaud durant le combat final contre Gargamel. La plante carnivore, premier boss du jeu, apparaît au début du tome les Schtroumpfs et le Cracoucass.

## Musiques
Une reprise du Vol du bourdon de Nikolaï Rimski-Korsakov est utilisée dans les combats contre les boss de fin de niveau dans les versions 8 bits et dans deux niveaux des versions 16 bits.
La musique de l'écran titre est le générique du dessin animé.

## Accueil
- Joypad : 80 %[9]

## La Revanche des Schtroumpfs
La Revanche des Schtroumpfs est une adaptation du jeu original sortie en 2002 sur Game Boy Advance. Tout comme Les Schtroumpfs sorti plus tôt, le but est de délivrer différents schtroumpfs (Schtroumpf Gourmand, Schtroumpf à lunettes, Schtroumpf Farceur, et la Schtroumpfette), enfermés par Gargamel. Il s'agit d'un jeu de plates-formes classique, qui se décompose en 20 niveaux répartis sur quatre tableaux. S'ajoute un boss à la fin de chacun de ces derniers (la plante carnivore, le serpent, le dragon et Gargamel assisté du Cracoucas). L'interface et les graphismes, plus colorés, diffèrent du jeu sorti en 1994.
Cette version a reçu la note de 11/20 dans Jeux vidéo Magazine, de 12/20 sur Jeuxvideo.com et de 80 % par la rédaction de Joypad.